# Kościół w Fardhem
Kościół w Fardhem - świątynia należąca do diecezji Visby Kościoła Szwecji. Znajduje się w południowej części Gotlandii.

## Architektura
Tutejszy kościół jest jednym z najlepiej zachowanych kościołów romańskich Gotlandii. Wznoszony był etapami w okresie XII i XIII wieku. Bardzo możliwe, że w jego miejscu stał wcześniej kościół klepkowy.
Jak przekazuje Gutasaga (Saga o Gotlandczykach), w Fardhem zbudowano jeden z najwcześniejszych kościołów na Gotlandii. Jeśli to prawda, to zapewne chodziło o wspomniany wyżej kościół klepkowy, po którym do dzisiejszych czasów nic nie pozostało. Na istnienie wcześniejszej świątyni w tym miejscu wskazywać może fakt odnalezienia tutaj starych grobów.
Obecna świątynia to budowla romańska, która powstawała od końca XII do drugiej ćwierci XIII wieku. Dopiero w latach 1871-1872 dobudowana została zaprojektowana przez Axela Haiga zakrystia.
Patrząc na kościół od strony zewnętrznej, na szczególną uwagę zasługuje portal w prezbiterium. Zdobi go kilka dość prymitywnych elementów rzeźbiarskich, trudnych do zinterpretowania. Dzieło to przypisuje się lokalnemu rzeźbiarzowi Hegvaldowi. Istnieją jednak przypuszczenia, że jego autorem może być jakiś nieznany rzemieślnik z Jutlandii. Na całej Gotlandii nie można znaleźć podobnego dzieła sztuki.

## Wnętrze

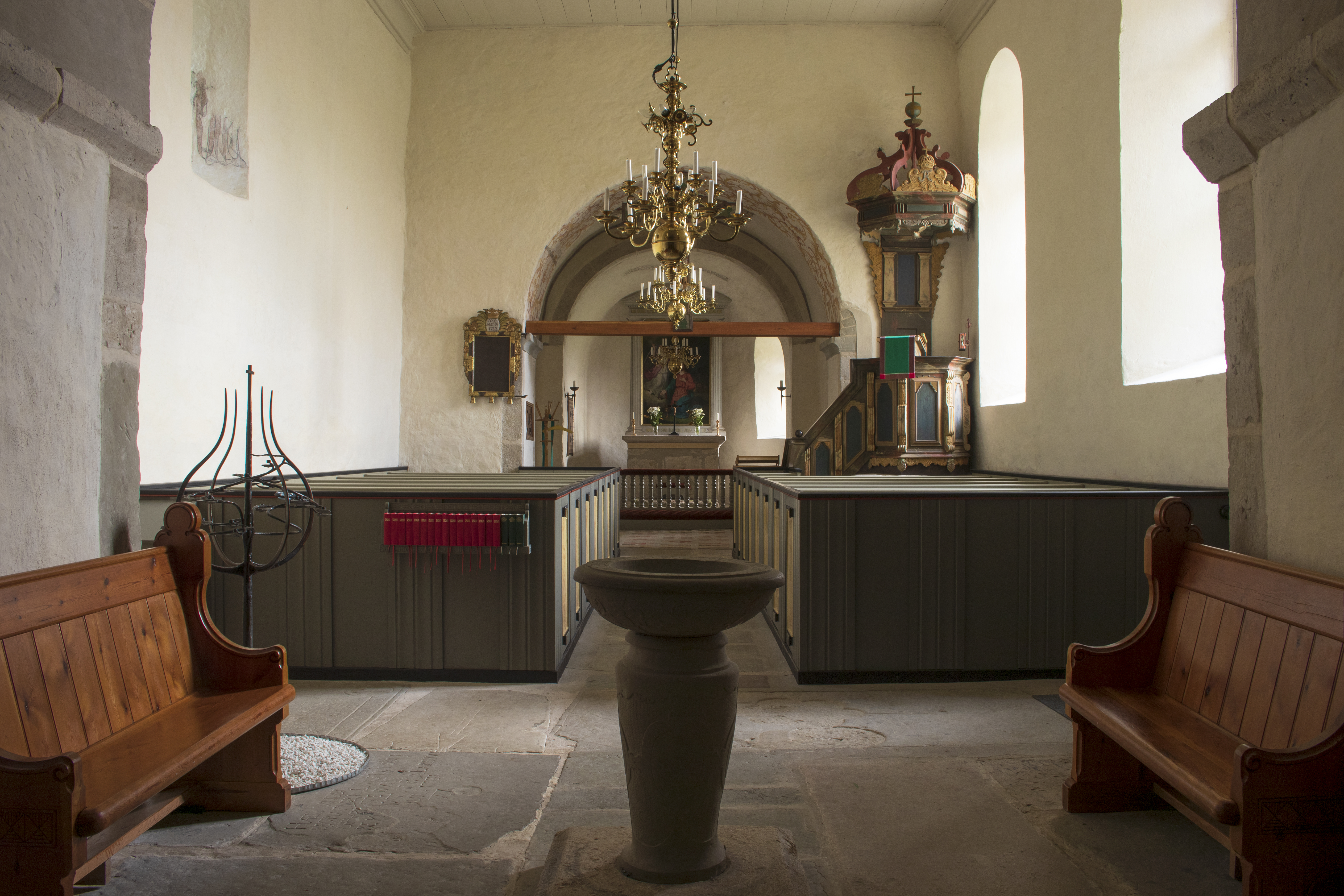
Wnętrze

Wnętrze świątyni jest zachowane w gorszym stanie. Podczas renowacji w latach 1951-1952 odkryto fragmenty fresków z XIV wieku. Romańska chrzcielnica była autorstwa prawdopodobnie Semibizantiosa, jednak pozostała po niej tylko podstawa. Reszta chrzcielnicy powstała w XVII wieku w Burgsviku. Większość pozostałego wyposażenia świątyni pochodzi z XVII i XVIII wieku.